# Доцвіль
Доцвіль (нім. Dozwil) — громада  в Швейцарії в кантоні Тургау, округ Арбон.

## Географія
Громада розташована на відстані близько 160 км на північний схід від Берна, 32 км на схід від Фрауенфельда.
Доцвіль має площу 1,3 км², з яких на 21,3% дозволяється будівництво (житлове та будівництво доріг), 78% використовуються в сільськогосподарських цілях, 0,8% зайнято лісами, 0% не є продуктивними (річки, льодовики або гори).

## Демографія
2019 року в громаді мешкало 683 особи (+6,7% порівняно з 2010 роком), іноземців було 15,5%. Густота населення становила 525 осіб/км².
За віковим діапазоном населення розподілялося таким чином: 22,4% — особи молодші 20 років, 58,3% — особи у віці 20—64 років, 19,3% — особи у віці 65 років та старші. Було 258 помешкань (у середньому 2,6 особи в помешканні).
Із загальної кількості 267 працюючих 23 було зайнятих в первинному секторі, 119 — в обробній промисловості, 125 — в галузі послуг.